# Église presbytérienne aux États-Unis d'Amérique
L'Église presbytérienne aux États-Unis d'Amérique (en anglais : Presbyterian Church in the United States of America ou PCUSA) a été la première dénomination presbytérienne à l'échelle nationale aux États-Unis. Elle a existé de 1789 à 1958, année où elle a fusionné avec l'Église presbytérienne de l'Amérique du Nord, une dénomination presbytérienne qui plonge ses racines dans les traditions seceder et covenantaire. La nouvelle église créée en 1958 a été nommé Église presbytérienne unie aux États-Unis d'Amérique et a été le prédécesseur direct de l'actuelle Église presbytérienne (USA).
L'Église a ses origines dans l'époque coloniale, lorsque des membres de l'Église d'Écosse et des presbytériens d'Irlande ont immigré aux États-Unis. Après la Révolution américaine, la PCUSA a été organisée à Philadelphie afin de fournir un leadership national pour les presbytériens dans la nouvelle nation. En 1861, les presbytériens du sud des États-Unis se sont séparés de la dénomination en raison de différends à propos de l'esclavage, de la politique et de la théologie cristallisés par la guerre de Sécession. Ils ont alors créé l'Église presbytérienne des États-Unis (PCUS), souvent simplement appelé l'« Église presbytérienne du sud ». De son côté, en raison de son identification régionale, la PCUSA a été souvent décrit comme l'« Église presbytérienne du nord ». En dépit de cela, la PCUSA est redevenue une dénomination nationale dans ses dernières années.
Au fil du temps, le calvinisme traditionnel a joué un rôle moins important dans les doctrines et les pratiques de l'Église ; elle a été influencée par l'arminianisme et par le réveil (Great Awakening) au début du XIXe siècle, par la théologie libérale à la fin du XIXe siècle et par la néo-orthodoxie au milieu du XXe siècle. Les tensions théologiques au sein de la dénomination ont été joués dans la controverse moderniste / fondamentaliste des années 1920 et 1930, un conflit qui a conduit à l'élaboration du fondamentalisme chrétien. Les conservateurs mécontents des tendances libérales de l'Église l'ont quittée pour former l'Église presbytérienne orthodoxe en 1936.

## Doctrine et croyances

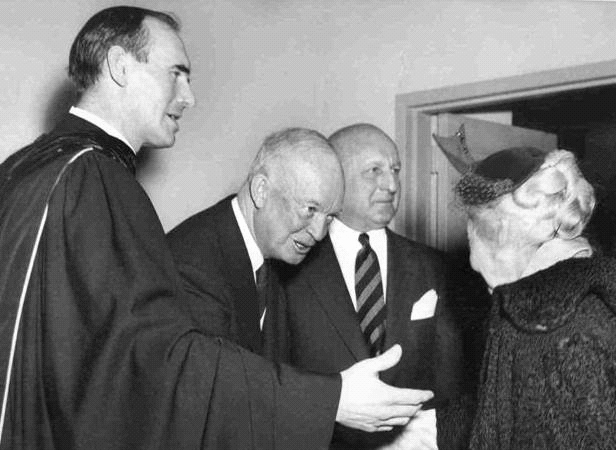
Le pasteur George Docherty (à gauche) et le président Eisenhower (deuxième à partir de la gauche) à l'église presbytérienne de l'avenue de New York, à Washington, le 7 février 1954.

En tant qu'église calviniste, l'Église presbytérienne aux États-Unis (PCUSA) partageait un patrimoine théologique commun avec d'autres églises presbytériennes et réformées de l'ancien continent. Cette théologie est fondamentalement identique avec celle des congrégationalistes et des baptistes. La différence entre congrégationalistes et presbytériens/réformés tient essentiellement à la forme d'organisation de l’Église (congrégationalisme contre système presbytéro-synodal) et à la relation entre église et pouvoir politique, l'indépendance entre ces deux réalités étant une valeur sacrée pour les congrégationnalistes. La différence entre baptistes et presbytériens/réformés porte sur la question du baptême des enfants, pratiqué par la plupart des presbytériens/réformés, et rejeté par les baptistes. Toutes ces dénominations ne diffèrent pratiquement pas de l'anglicanisme (à savoir de l’Église épiscopale des États-Unis), du moins de sa partie dite évangélique, puisque comme toutes les autres dénominations précitées, elle se réfère à la Confession de foi de Westminster, un texte profondément calviniste adopté en 1646 par l’Église d'Angleterre.
La Bible étant bien entendu considérée comme la source unique de doctrine et de pratique, les textes fondateurs tels que la Confession de foi de Westminster, le grand catéchisme de Westminster et le petit catéchisme de Westminster, étaient appelées « normes subordonnées » (subordinate standards) par l'Église presbytérienne américaine. Dans le cadre de leur consécration pastorale, les ministres du culte et autres officiers d'église devaient « recevoir et adopter sincèrement la confession de foi de cette Église, contenant le système de doctrine enseigné dans les Saintes Écritures. »
Tout au long de l'existence de l'église presbytérienne aux États-Unis d'Amérique, comme dans celle des autres dénominations précitées, de nombreux débats, voire des conflits théologiques ont eu lieu sur la manière dont la confession de foi devait être interprétée. Au XIXe siècle est apparue une « nouvelle école » influencée par le grand réveil prônant une interprétation assez libre, rapidement et vigoureusement combattue par une « vieille école » qui a souhaité maintenir une interprétée entièrement conforme au calvinisme originel. De 1910 à 1927, la Confession de foi fut officiellement interprétée en référence à cinq croyances fondamentales: inerrance biblique, naissance virginale de Jésus, expiation substitutive, résurrection des corps et miracles de Jésus. Après les années 1920, l’église a toléré les interprétations alternatives de la confession.
Dans les années 1940, la domination du théologie libérale fit place à un consensus néo-orthodoxe au sein des séminaires du PCUSA, et ce consensus se maintint jusqu'à la fusion de 1958. En réaction au libéralisme, le néo-orthodoxie se caractérisait par l'accent mis sur la transcendance divine plutôt que l'immanence divine, l'affirmation renouvelée de corruption totale et la résistance à la laïcité et l'acculturation dans l'église.

## Organisation
L'Église presbytérienne aux États-Unis était organisée selon le système presbytérien synodal, une forme de gouvernement définie par le document The Form of Presbyterial Church Government ("les formes du gouvernement presbytéral de l'Église") adopté par l'Assemblée de Westminster en 1645 avec les autres éléments constitutionnels de l’Église anglicane d'alors et de l’Église d'Écosse. En outre, l’Église presbytérienne aux États-Unis fondait son fonctionnement sur les autres éléments adoptés par l'Assemblée de Westminster à savoir, outre les « normes subordonnées » doctrinales mentionnées au chapitre précédent, la discipline (Book of Discipline) et le Directory for Public Worship ("ordonnance du culte public") que l'Assemblée de Westminster avait substitué au livre de prière commune anglican traditionnel(Book of Common Prayer). Ce système presbytérien synodal fonctionnait grâce aux instances suivantes :
- Chaque église locale était gouvernée par un conseil presbytéral (session), un groupe d’administrateurs aussi appelés anciens élus par la congrégation et présidés par le pasteur. Ce conseil était chargé de superviser les affaires spirituelles de l'église et d'organiser le culte public selon l'ordonnance citée plus haut (directory). Le conseil était également chargée d'appliquer la discipline de l'église aux membres de l'église[8].

- Les églises locales étaient regroupées en consistoires (presbyteries) en fonction de leur proximité géographique. Un consistoire était administré par la réunion de tous les pasteurs y appartenant et un nombre équivalent de représentants laïcs de chaque paroisse, élus au sein de chaque conseil presbytéral, un pour chaque pasteur actif dans l'église locale. Les consistoires étaient chargés du recrutement des pasteurs : entretien et examen des compétences, octroi des licences et consécration des candidats au ministère ; ils pouvaient aussi juger et révoquer les ministres du culte. Ils étaient également chargés de résoudre les questions doctrinales ou disciplinaires et fonctionnaient comme des instances d'appel pour les conseils presbytéraux. Une commission exécutive était nommée pour gérer plus efficacement les affaires du consistoire, ainsi qu'une commission judiciaires pour les questions judiciaires étaient renvoyées devant une commission judiciaire[9].

- Trois consistoires ou plus formaient un synode qui se réunissait chaque année et dont les membres étaient des pasteurs et des anciens représentant les consistoires. Les synodes fonctionnaient comme des instances d'appel pour les consistoires. Ils avaient également la responsabilité de veiller à ce que les consistoires et les conseils presbytéraux qui dépendaient d'eux respectent la constitution de l'église[10]. À un moment donné, il a été nécessaire pour des questions pratiques d'organiser l'église en plusieurs synodes, ce qui entraîna la création d'un synode général appelé l’Assemblée générale (General Asssembly) regroupant tous les synodes appartenant à l'Église presbytérienne aux États-Unis. Comme les synodes, l’Assemblée générale comportait un nombre égal de pasteurs et de laïcs. Les membres de l'Assemblée générale étaient appelés commissioners to the General Assembly ("délégués à l'Assemblée générale"). L’Assemblée générale se réunissait annuellement et était présidée par un modérateur. Elle élisait une commission exécutive et une commission judiciaire. L’Assemblée générale pourrait proposer des amendements constitutionnels, y compris doctrinaux, mais ceux-ci devaient auparavant être approuvés par la majorité de tous les consistoires[11]. Le plus haut tribunal et cour d'appel de l'église était l'Assemblée générale.

## Historique

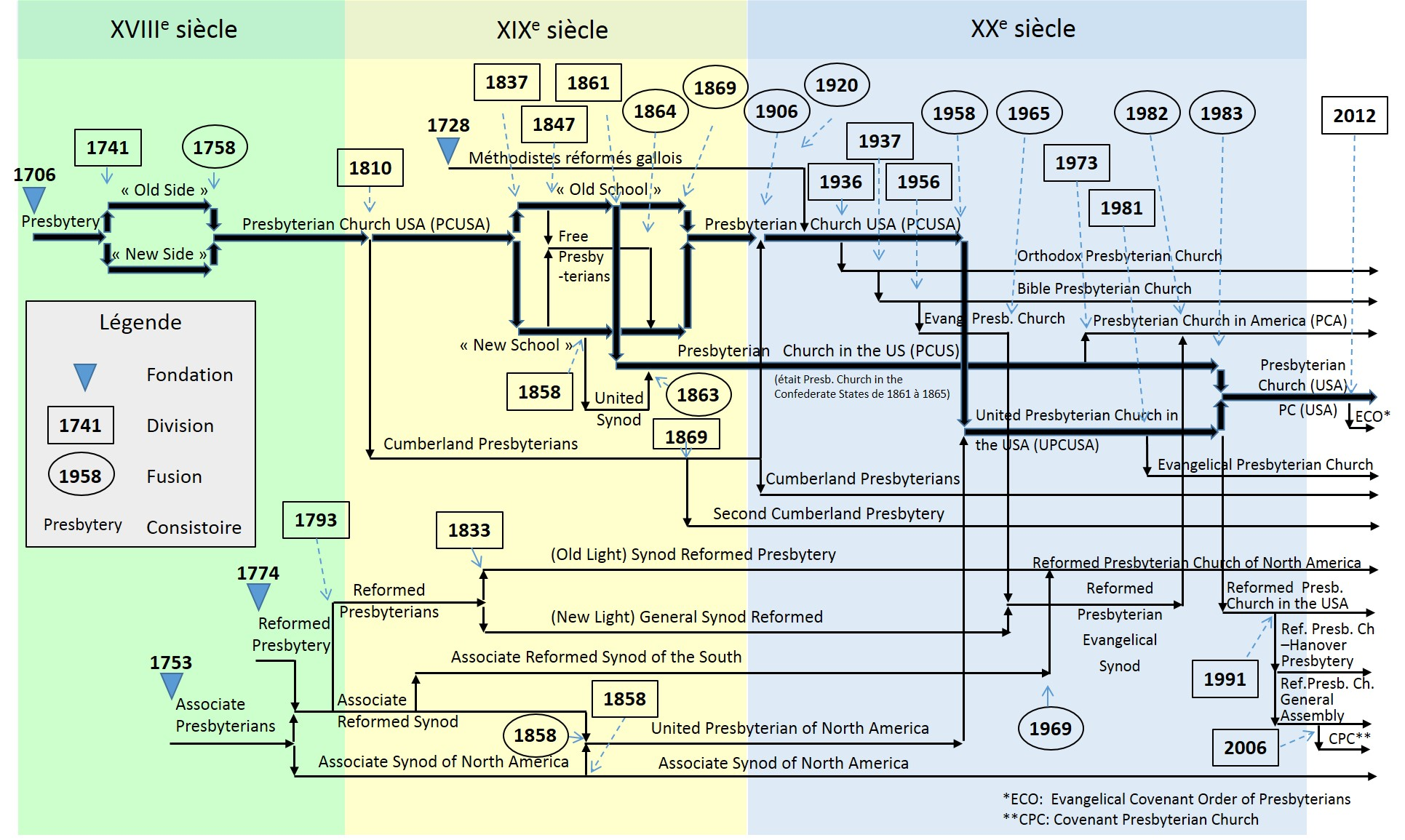
Schéma de l'évolution des différentes églises presbytériennes des États-Unis, à partir de l'information communiquée par the Presbyterian Historical Society de Philadelphie, Pennsylvanie.

### Époque coloniale

#### Premiers efforts d'organisation (1650-1729)

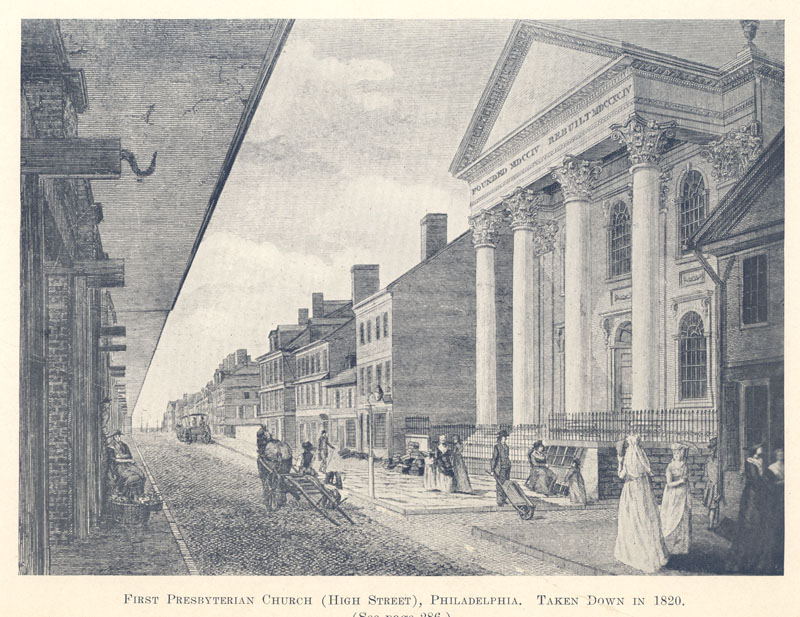
La Première Église Presbytérienne de Philadelphie, situé sur la Rue High street (aujourd'hui Rue du Marché). La First Presbyterian Church a été le lieu de rencontre pour le premier consistoire et pour le premier synode presbytérien en Amérique.

L'origine des églises presbytériennes est la Réforme Protestante du XVIe siècle. Les écrits du théologien et juriste français Jean Calvin (1509-1564) ont consolidé une grande partie de la pensée des réformateurs qui sont venus avant lui, parmi lesquels Huldrych Zwingli. John Knox, un ancien prêtre catholique écossais qui avait étudié avec Calvin à Genève, a rapporté les enseignements de Calvin avec lui lors de son retour en Écosse, où il a pris la tête de la Réforme écossaise de 1560. En conséquence, l'Église d'Écosse a embrassé la théologie réformée et une organisation presbytéro-synodale. Les Écossais d'Ulster ont importé leur foi presbytérienne en Irlande, où ils ont jeté les bases de ce qui allait devenir l'Église presbytérienne d'Irlande.
Lors de la deuxième moitié du XVIIe siècle, des presbytériens ont immigré en Amérique du Nord britannique. Les Écossais et les Irlandais d'origine écossaise immigrés ont conduit à une forte présence presbytérienne dans la partie centrale des colonies anglaises, en particulier autour de Philadelphie. Avant 1706, cependant, ces groupes presbytériens ne sont pas encore organisés en consistoires ou en synodes.
En 1706, sept ministres de Philadelphie établirent le premier consistoire en Amérique du Nord, sous la conduite de Francis Makemie (en). Il fut principalement créé pour promouvoir la fraternité et la discipline parmi ses membres, et ne se développa que progressivement en véritable consistoire. Les paroisses membres étaient d'abord situés dans le New Jersey, la Pennsylvanie, le Delaware et le Maryland. La poursuite de la croissance de l'église conduisit à la création du Synode de Philadelphie (le "Synode Général") en 1717. Le synode se composait de tous les ministres et d'un laïc, ancien élu de chaque paroisse.
À ses débuts, le synode n'avait pas de confession de foi officielle. Les églises presbytériennes d'Écosse et d'Irlande du Synode de l'Ulster demandaient déjà à leurs pasteurs d'adhérer à la Confession de Westminster. En 1729, le synode a adopté la même exigence, sous le nom de Adopting Act. Cependant, l'adhésion n'est nécessaire pour les parties de la Confession jugée "essentielle et nécessaire de l'article de la foi". Les pasteurs pouvaient déclarer un scrupule à leur presbytère ou au Synode, qui devrait alors décider si ce pasteur avait un point de vue acceptable. Bien que conçu comme un compromis, l'Adopting Act a été contesté par ceux qui favorisaient le strict respect de la Confession de Westminster.

#### ControverseOld Side - New Side(1730-1758)
Pendant les années 1730 et 1740, l'Église presbytérienne se divisa sous l'impact du Premier Grand Réveil. S'appuyant sur la tradition revivaliste écossaise-irlandaise, des pasteurs évangéliques tels que William et Gilbert Tennent ont souligné le besoin d'une expérience de conversion et la nécessité de normes morales plus élevées au sein du pastorat.
D'autres presbytériens s'inquiétaient du fait que le Réveil représentait une menace pour la discipline de l'église. En particulier, la pratique de la prédication itinérante sans égard pour les limites des consistoires, et la tendance des prédicateurs revivalistes à douter de l'expérience de conversion des autres ministres, ont causé la controverse entre les partisans du réveil, connus comme le New Side, et leurs opposants conservateurs, connus sous le nom de Old Side. Bien que les deux partis aient été en désaccord quant à la possibilité immédiate de l'assurance du salut, la controverse n'était pas principalement théologique. Les deux partis croyaient en la justification par la foi et en la prédestination.
En 1738, le Synode a pris des mesures pour limiter la prédication itinérante et pour resserrer les exigences en matière de formation des pasteurs, des décisions peu appréciées par le New Side. Les tensions entre les deux partis continuèrent à croître jusqu'au Synode de Mai 1741, où une scission se produisit entre les deux factions. Le Old Side ayant conservé le contrôle du Synode de Philadelphie, exigea immédiatement l'adhésion inconditionnelle à la Confession de Westminster sans aucune clause de conscience. Le New Side fonda le Synode de New York. Pour consacrer de nouveaux pasteurs, ce nouveau Synode requerrait l'adhésion à la Confession de Westminster, en conformité avec l'Adopting Act de 1729, mais pas de diplôme universitaire.

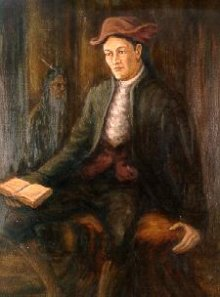
David Brainerd, missionnaire auprès des Amérindiens.

Tandis que cette controverse faisait rage, les presbytériens américains se préoccupaient également de l'expansion de leur influence. En 1740, à New York, un Conseil d'administration local de la "Société en Écosse pour la Propagation de la Connaissance Chrétienne" a été établi. Quatre ans plus tard, David Brainerd a été engagé en tant que missionnaire auprès des Amérindiens. Des presbytériens New Side ont créé l'Université de Princeton (à l'origine sous le nom de Collège du New Jersey) en 1746, principalement pour y former des pasteurs.
En 1758, les deux partis étaient prêts à se réconcilier. D'une part, le New Side s'était quelque peu assagi, et d'autre part, le Old Side connaissait une baisse sensible de ses effectifs et était désireux de renouer avec le New Side pour en partager la vitalité et la croissance. Les deux synodes ont fusionné pour devenir le "Synode de New York et de Philadelphie". Le synode unifié conservait les règles du New Side : l'adhésion des pasteurs à la Confession de Westminster était exigée selon les modalités de l'Adopting Act ; les consistoires étaient responsable de l'examen et de la délivrance de licences pour la consécration des candidats ; les candidats au pastorat devaient démontrer lors de leur examen leurs connaissances, leur orthodoxie doctrinale et de leur "connaissance expérimentale de la religion" (c'est-à-dire leur expérience personnelle de conversion) ; et les réveils étaient reconnus comme une œuvre de Dieu.

### Après l'indépendance américaine (1770-1789)
Au début des années 1770, les presbytériens américains avaient initialement hésité à soutenir la cause de l'indépendance américaine, mais ils furent finalement nombreux à le faire pendant la guerre d'indépendance américaine. En mai 1775, après les batailles de Lexington et Concord, le synode de New York et Philadelphie publia une lettre pressant les presbytériens de soutenir le Second Congrès continental tout en restant loyaux à George III. Dans l'un de ses sermons, John Witherspoon, président de Princeton, prêcha "que la cause pour laquelle l’Amérique est présentement sous les armes est celle de la justice, de la liberté, et de la nature humaine". Witherspoon et 11 autres presbytériens étaient parmi les signataires de la Déclaration d'indépendance.
Après la guerre, de nombreux leaders presbytériens sentirent le besoin d'adopter une nouvelle organisation ecclésiale. En effet, il était prévu que le Synode de New York et de Philadelphie se réunisse annuellement mais de nombreux membres étaient absents en raison de la longueur des voyages et cela empêchait le Synode de fonctionner efficacement.
En 1785, une proposition de création d'une Assemblée générale (équivalent d'un synode général) fut présentée au synode, mais la réunion d'une telle assemblée fut retardée en raison du besoin d'arrêter une constitution et des difficultés à s'entendre sur cette constitution. En 1788, le Synode adopta une constitution calquée sur celle de l’Église d’Écosse, selon laquelle le pouvoir était centralisé entre les mains de l'Assemblée générale. Cette constitution comportait les mêmes dispositions que son modèle écossais concernant les éventuels changements qui seraient apportés dans le futur à la constitution ou au socle doctrinal de l'Église : comme dans le Barrier Act voté par l’Église d’Écosse en 1697, l'Assemblée générale devait recevoir l'approbation de la majorité des consistoires avant de pouvoir adopter l'un de ces changements.
La nouvelle constitution incorporait la Confession de foi de Westminster ainsi que le grand et le petit catéchisme de Westminster, en tant que standards subordonnés de l'Église (subordonnés, c'est-à-dire passant après l'autorité de la Bible), à quoi s'ajoutait encore le Westminster Directory (ou Directory for Public Worship, équivalent presbytérien du Book of Common Prayer anglican), assez largement modifié. La Confession de Westminster avait été modifiée pour aligner ces préceptes sur le gouvernement civil avec les pratiques américaines.
La première Assemblée générale de l'Église presbytérienne aux États-Unis d'Amérique se réunit à Philadelphie en 1789 sous la présidence du pasteur John Witherspoon, président du College of New Jersey. La nouvelle Église était organisée en 4 synodes: New York et le New Jersey, Philadelphie, la Virginie et les deux Carolines. Ces synodes totalisaient 16 consistoires et un nombre de membres estimé à 18 000 personnes,.

### XIXesiècle

#### Les sociétés interdénominationelles

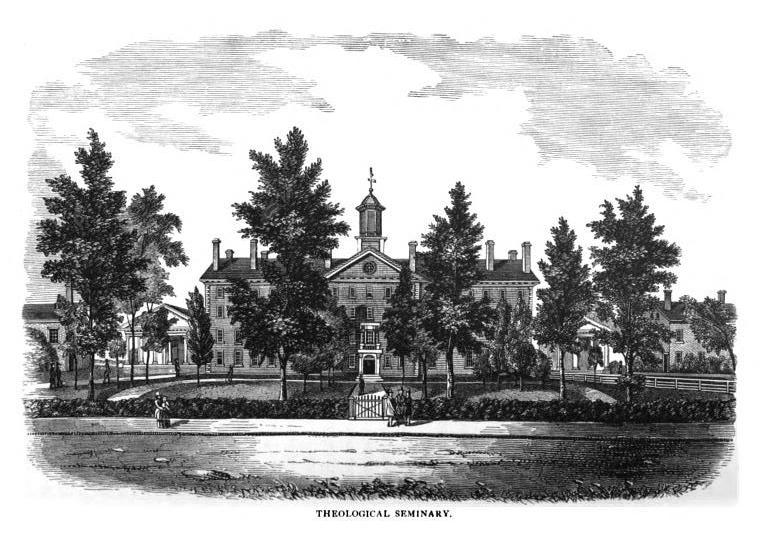
Princeton Theological Seminary dans les années 1800.

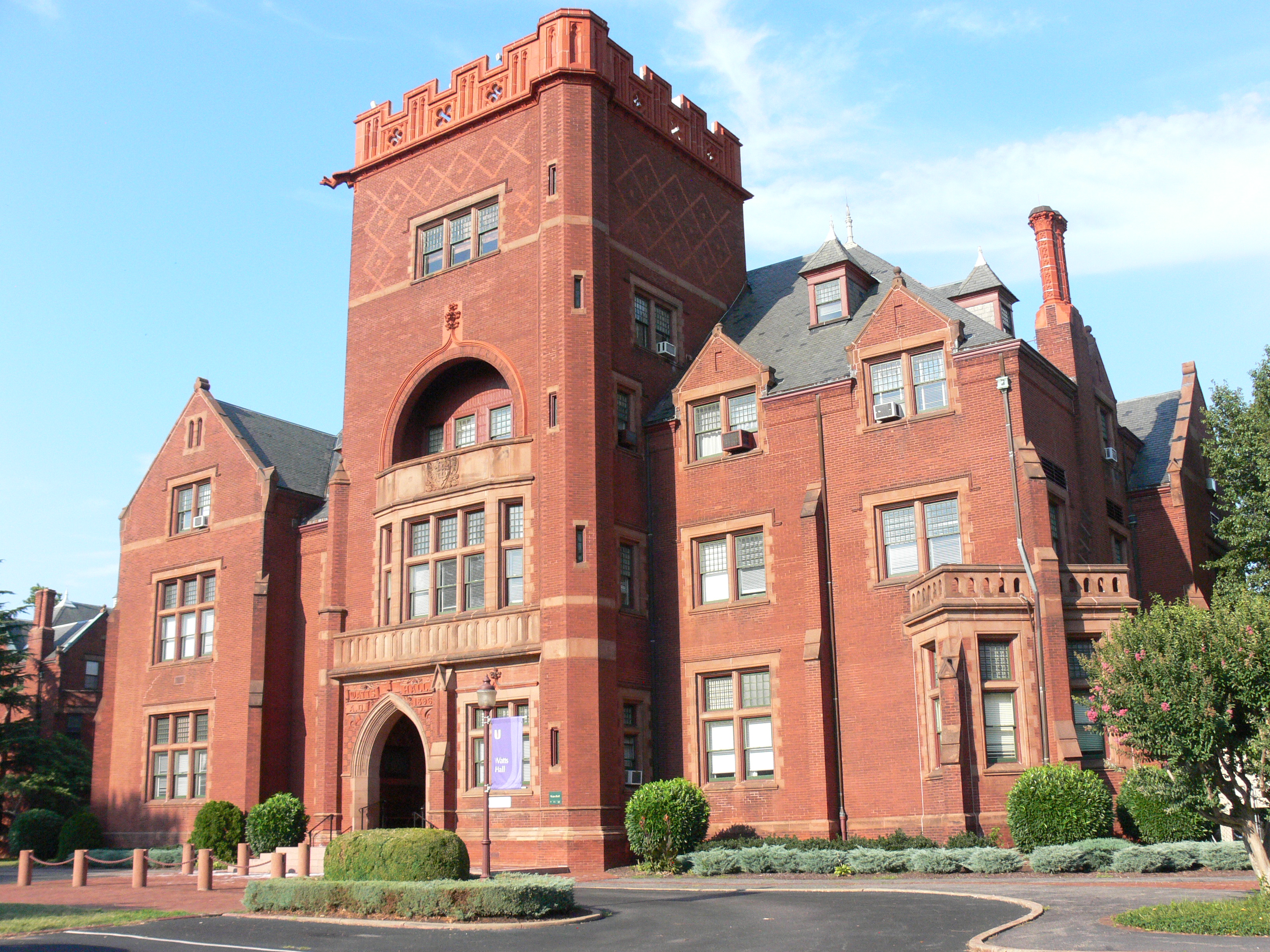
Watts Hall, premier bâtiment de Union Presbyterian Seminary.

À la fin du XVIIIe siècle et au début du XIXe siècle, des Américains quittèrent la côte est pour s’installer dans les terres. L’un des résultats fut que la PCUSA signa en 1801 un Plan d’Union avec les congregationalistes de la Nouvelle-Angleterre. Ce pacte officialisait la coopération entre les deux dénominations et leur permettait d'unir leurs forces pour fournir des visites et des prédications adéquates pour les congrégations de la frontière, tout en éliminant la rivalité entre les deux dénominations. Le fort taux de croissance de l'église presbytérienne dans le nord-est était en partie dû à l'adoption de colons congrégationalistes le long de la frontière occidentale.
À l'instar des circuit riders, prédicateurs itinérants épiscopaliens ou méthodistes, les consistoires envoyaient souvent des pasteurs pour exercer leur ministère dans plusieurs congrégations réparties sur une vaste zone. Pour répondre au besoin de formation pastorale, les facultés de théologie de Princeton Theological Seminary et d'Union Presbyterian Seminary furent fondés en 1812, suivis de Auburn Theological Seminary en 1821.
La croissance de l'église presbytérienne dans le nord-est des États-Unis s'est accompagnée de la création d'organisations de réforme morale, telles que les associations d'école du dimanche, les ligue de tempérance, les sociétés bibliques et les orphelinats. La prolifération des organisations bénévoles a été encouragée par le post-millénarisme, la conviction que la seconde venue du Christ se produirait à la fin d'un millénaire de paix et de prospérité encouragée par l'effort humain. L'Assemblée générale de l'église presbytérienne aux États-Unis d'Amérique de 1815 a recommandé la création de sociétés pour promouvoir la moralité. Des organisations telles que la Société biblique américaine, le American Sunday School Union (en) et la American Colonization Society, théoriquement interconfessionnelles, étaient dominées par des presbytériens et considérées comme des organismes non officiels de l'Église presbytérienne.
Le soutien au travail missionnaire était également une priorité au XIXe siècle. La première Assemblée générale a demandé que chacun des quatre synodes nomme et soutienne deux missionnaires. Les presbytériens ont joué un rôle de premier plan dans la création des premières sociétés missionnaires locales et indépendantes, notamment la New York Missionary Society (1796), la Northern Berkshire Society et la Columbia Missionary Society (1797), la Missionary Society of Connecticut (1798) et la Boston Female Society for Missionary Purposes (1800). La première agence de missions confessionnelle était le Comité permanent de la mission, créé en 1802 pour coordonner les efforts avec les consistoires individuels et les sociétés missionnaires européennes. Les travaux du comité ont été élargis en 1816 pour devenir le conseil des missions.
En 1817, l’Assemblée générale s’est jointe à deux autres dénominations réformées, la branche américaine de l’Église réformée néerlandaise (Dutch Reformed Church) (devenue l’Église réformée en Amérique, Reformed Church in America) et l'Église réformée presbytérienne associée (Associate Reformed Presbyterian Church), pour former la Société missionnaire unie des États-Unis. La United Foreign Missionary Society s’est particulièrement intéressée au travail auprès des Amérindiens et des habitants d’Amérique centrale et du Sud . Ces dénominations ont également établi une Société missionnaire domestique unie (United Domestic Missionary Society ) pour installer des missionnaires aux États-Unis.
En 1826, les congrégationalistes se sont joints à ces efforts et les sociétés missionnaires congrégationnalistes ont fusionné avec la United Domestic Missionary Society pour devenir la American Home Missionary Society (en). L'American Board of Commissioners for Foreign Missions (ABCFM, précédemment congrégationnaliste) est devenue la société des missions de l'Assemblée générale de l'église presbytérienne et les opérations de la United Foreign Missionary Society ont fusionné avec l'ABCFM. En 1831, la majorité des membres du conseil d'administration et des missionnaires de l'ABCFM étaient presbytériens. En conséquence, la plupart des églises locales établies par l'organisation étaient presbytériennes .

#### La Mission presbytérienne américaine
Ce contexte interdénominationnel n'empêche pas la création de la Mission presbytérienne américaine qui va également de venir une organisation importante disposant de plusieurs centaines de missionnaires. Fondée en 1831 sous le nom de Western Foreign Missionary Society par l'Église presbytérienne des États-Unis, elle a été rebaptisée en 1837 par le parti Old School qui eut un temps la majorité dans l'Église durant la controverse Old School-New School pour devenir le Presbyterian Board of Foreign Missions. Elle a envoyé de nombreux missionnaires dans des pays comme le Liberia, la Chine, la Corée et l'Inde au XIXe siècle. Cette organisation missionnaire est maintenant connue sous le nom de Presbyterian Mission Agency.

#### Second grand Réveil

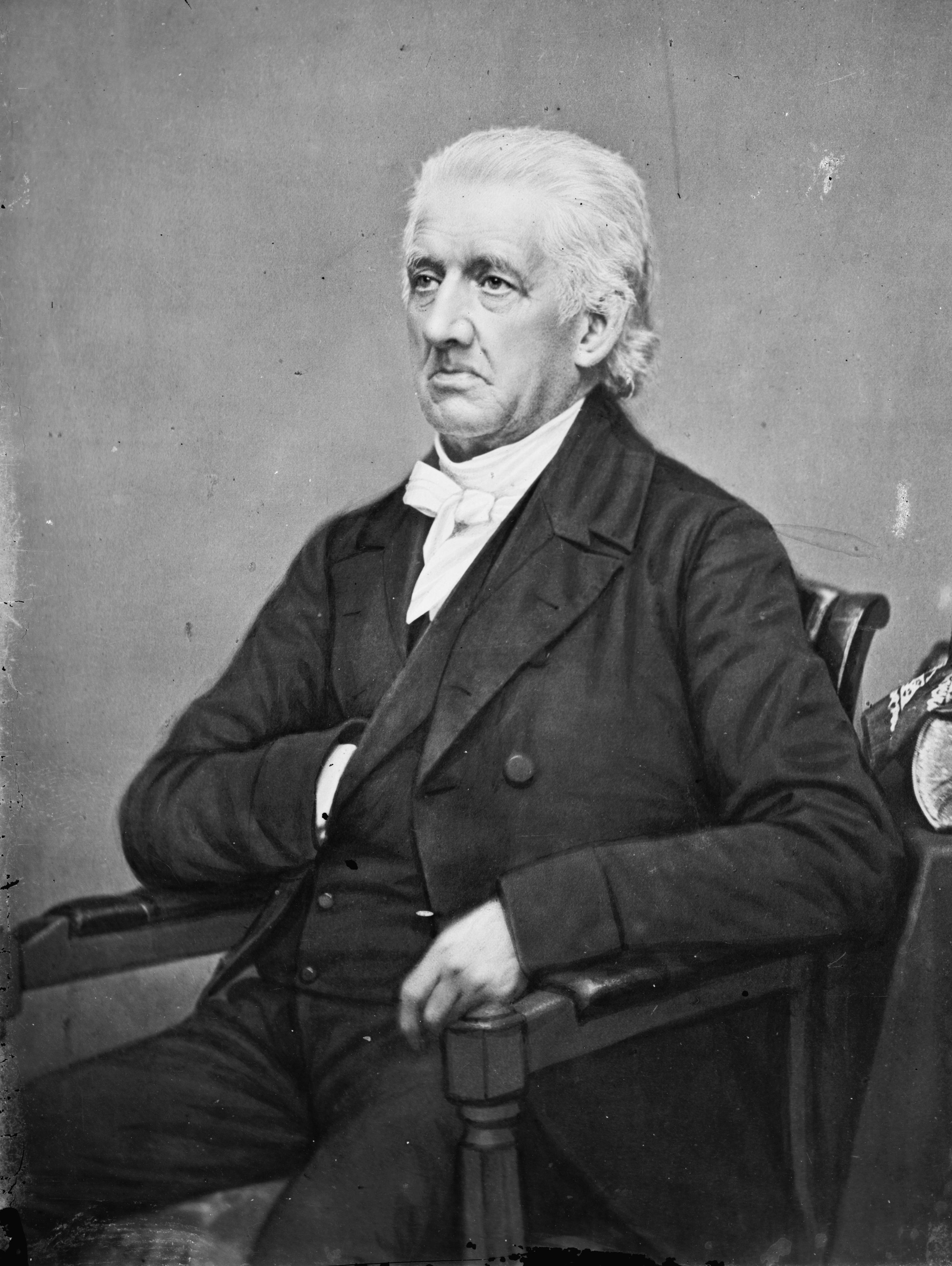
Lyman Beecher fut un revivaliste presbytérien de premier plan, cofondateur de la Société américaine de tempérance.

Le second grand réveil (1790-1840) a également été un important facteur de croissance de l'église presbytérienne. Celle-ci est touchée dès le début, avec le réveil étudiant en 1787 à Hampden – Sydney College, une institution presbytérienne de Virginie. Ce réveil s'est ensuite propagé aux églises presbytériennes de Virginie, puis à la Caroline du Nord et au Kentucky. Le "Réveil de 1800" a vu le jour lors de réunions dirigées par le pasteur presbytérien James McGready. Le camp meeting le plus célèbre du second grand réveil, le Cane Ridge Revival au Kentucky, a eu lieu pendant une communion season (ou holy fair) écossaise traditionnelle sous la direction du ministre presbytérien local Barton W. Stone. Plus de 10 000 personnes sont venues à Cane Ridge pour écouter des prédications de prédicateurs presbytériens, méthodistes et baptistes.
Comme lors du premier grand réveil, les ministres presbytériens étaient divisés quant à leur évaluation des fruits de la nouvelle vague de réveils. Beaucoup ont souligné les « excès » présentés par certains participants, tels que gémissements, rires, convulsions et "secousses", y voyant l'indication que les réveils étaient théologiquement compromis. La tendance des ministres revivalistes à enseigner la doctrine du libre arbitre, rejetant ainsi les doctrines calvinistes de la prédestination, suscitait également de fortes inquiétudes.
Accusés d'hérésie pour leurs croyances arminiennes, les pasteurs presbytériens Richard McNemar, John Thompson, Barton W. Stone et deux autres ministres, choisirent en 1803 de se retirer du Synode presbytérien du Kentucky Synod et de former le consistoire indépendant de Springfield. Ces pasteurs dissoudront plus tard le consistoire de Springfield et deviendront les fondateurs du mouvement de restauration américain, dont émanent deux dénominations actuelles : l'Église chrétienne des Disciples du Christ et les églises du Christ.
Pendant ce temps, le consistoire de Cumberland, qui faisait également partie du synode du Kentucky, faisait face à une pénurie de pasteurs et décida de délivrer des licences à des candidats moins formés que d'habitude et ne pouvant adhérer complètement à la confession de Westminster. En 1805, le synode suspendit plusieurs de ces ministres, portant même des accusations d'hérésie contre certains d'entre eux. En 1806, le synode avait dissous le consistoire. En 1810, les pasteurs insatisfaits des actions du synode ont formé l'Église presbytérienne Cumberland (CPC). Le CPC a souscrit à une forme modifiée de la confession de Westminster, qui a rejeté les doctrines calvinistes de la double prédestination et de l'expiation limitée.
La croissance de l'église dans le nord-est s'est également accompagnée de revivalisme. Bien que moins exubérants que ceux du sud, les réveils du deuxième grand réveil ont transformé la religion dans le nord-est et ils ont souvent été dirigés par des presbytériens et des congrégationalistes. Le Plan d'Union a conduit à la diffusion de théologie de la Nouvelle-Angleterre au sein de l'église presbytérienne par les congrégationalistes. La théologie de la Nouvelle Angleterre a modifié et adouci le calvinisme traditionnel en rejetant la doctrine de l'imputation du péché originel à tous les hommes, en adaptant la doctrine de l'expiation et en mettant davantage l'accent sur le libre arbitre, ce qui permettait de construire un calvinisme plus compatible avec le revivalisme. Le synode de Philadelphie a condamné la "nouvelle divinité" comme hérétique en 1816, l'Assemblée générale a exprimé son désaccord, concluant que la théologie de la Nouvelle-Angleterre n'était pas en conflit avec la confession de Westminster.

#### La controverseOld School - New School
Malgré les efforts de l'Assemblée générale de promouvoir la paix et l'unité, deux factions distinctes, la « vieille école » (Old School) et la « nouvelle école » (New School), se sont développées au cours des années 1820 sur les questions de l'adhésion à la confession de foi, du réveil et de la théologie de la Nouvelle Angleterre. La New School soutient le revivalisme et la théologie de la Nouvelle-Angleterre, tandis que la Old School s'oppose aux manifestations extrêmes du réveil et à l'orthodoxie stricte par rapport à la confession de Westminster. Le centre idéologique du presbytérianisme de la vieille école était le séminaire théologique de Princeton, qui, sous la direction de Archibald Alexander et Charles Hodge, a été associé à une scolastique réformée connue sous le nom de théologie de Princeton.

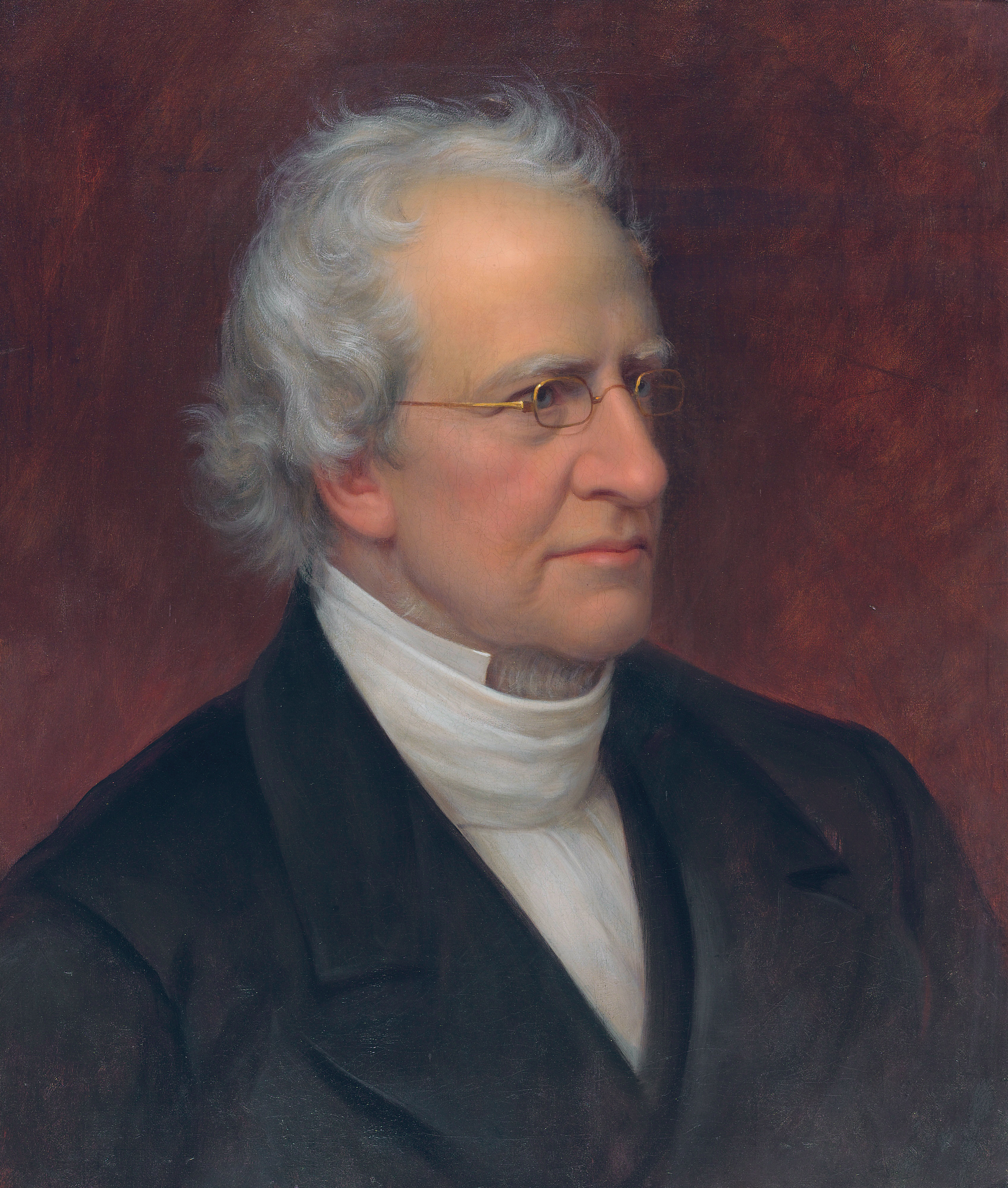
Portrait de Charles Hodge par Rembrandt Peale. Hodge était l'un des principaux représentants de la théologie de Princeton.

Les procès en hérésie intentés à des leaders importants de la « nouvelle école » - devant les synodes comme le prévoyait la constitution de l'église - ont encore approfondi la division au sein de la dénomination. Le consistoire et le synode de Philadelphie ont trouvé Albert Barnes, pasteur de Première Église presbytérienne à Philadelphie, coupable d'hérésie, mais, au grand scandale des presbytériens de la « vieille école », l’Assemblée générale de 1831, dominée par la « nouvelle école », a rejeté les accusations. Lyman Beecher, célèbre revivaliste, réformateur moral et président du nouveau Lane Theological Seminary, a été accusé d'hérésie en 1835 mais a également été acquitté.

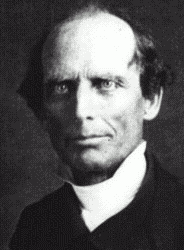
Charles Grandison Finney.

La figure la plus radicale de la « nouvelle école » était une figure marquante du second grand réveil, l'évangéliste Charles Grandison Finney. Les innovations introduites par Finney, appelées ses "Nouvelles Mesures", comprenaient de très longues réunions, des prédications impromptues, le « banc des anxieux » (sièges destinés à ceux qui doutaient de leur foi ou de leur expérience, afin qu'ils puissent recevoir les prières de l'assemblée), et les groupes de prière. Albert Baldwin Dod a accusé Finney de prêcher le pélagianisme et l'a exhorté à quitter l'église presbytérienne. C'est exactement ce que Finney a fait en 1836 quand il a rejoint l'église congrégationnaliste en tant que pasteur de l'Église unie du Christ du Tabernacle de Broadway à New York.
Les partisans de la « vieille école » étaient convaincus que le Plan d'Union avec les églises congrégationaliste avait été une erreur qui avait sapé la doctrine et l'ordre de l'église presbytérienne. Lors de l'Assemblée générale de 1837, la majorité « vieille école » a adopté des résolutions supprimant de la part de l'Église presbytérienne tous les instances relevant du Plan. Au total, trois synodes de New York, un synode en Ohio, ainsi que 28 consistoires, 509 ministres et 60 000 membres d'église (un cinquième des membres de la PCUSA) ont été exclus de l'église. . Les dirigeants de la « nouvelle école » ont réagi en se réunissant à Auburn, et en publiant la Déclaration d'Auburn, une défense en 16 points de leur orthodoxie calviniste.
Lorsque l'Assemblée générale s'est réunie en mai 1838 à Philadelphie, les délégués synodaux de la « nouvelle école » sont entrés dans la salle, mais ils ont été contraints de la quitter et de convoquer leur propre assemblée générale ailleurs dans la ville. Les factions de la « vieille école » et de la « nouvelle école » étaient finalement divisées en deux églises distinctes de taille à peu près égale. Les deux églises, cependant, ont prétendu être l'Église presbytérienne aux États-Unis. La Cour suprême de Pennsylvanie a décidé que le corps de la vieille école était le successeur légal de l’indivisible PCUSA.

#### Conflit sur l'esclavage et la sécession des états du sud

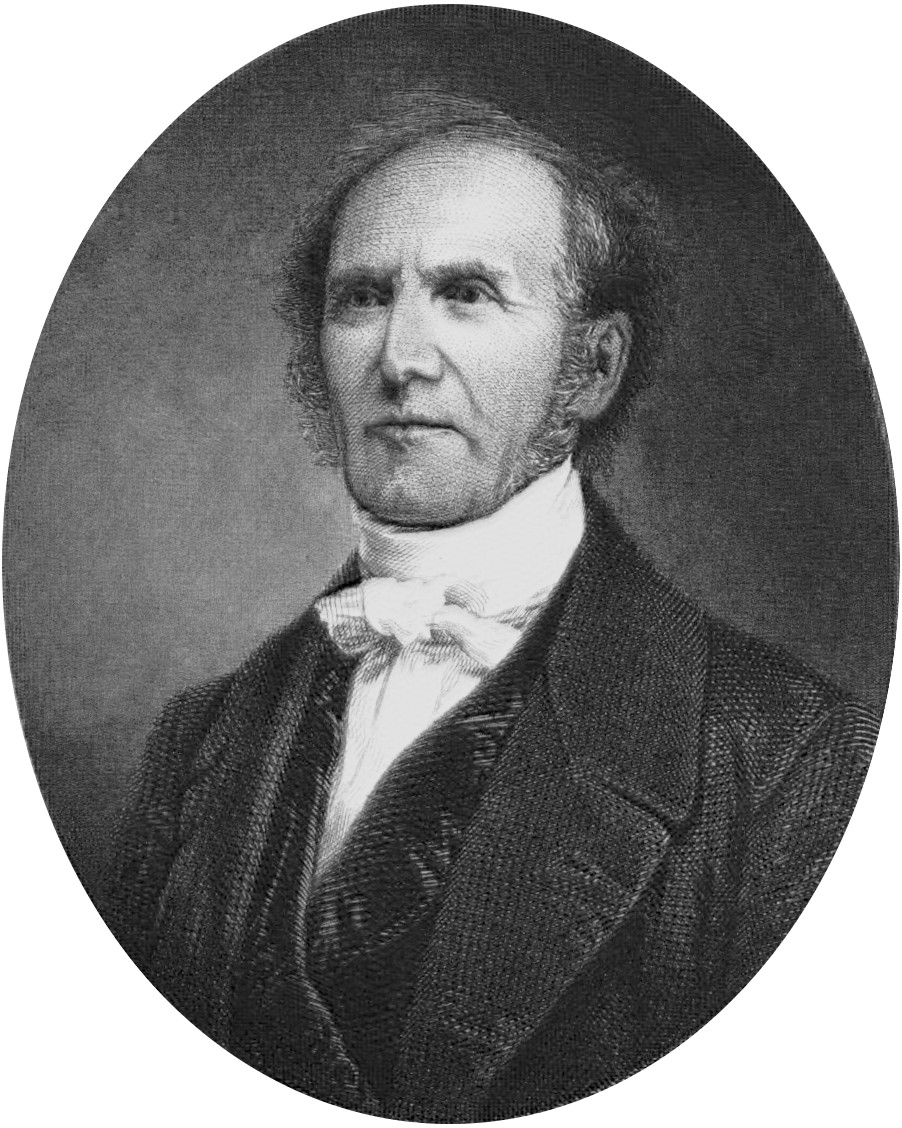
Gardiner Spring, pasteur de Brick Presbyterian Church à New York et 55e modérateur de l'Assemblée générale (« vieille école »).

Le Synode de Philadelphie et de New York avait exprimé en 1787 des sentiments abolitionnistes politiquement modérés en recommandant à tous ses membres "d'utiliser les mesures les plus prudentes compatibles avec les intérêts et l'état de la société civile dans les pays où ils vivent, pour finalement obtenir l'abolition finale de l'esclavage en Amérique". Dans le même temps, les presbytériens du Sud s'étaient de facto prononcés pour le statu quo dans leur enseignement religieux, notamment dans The Negro Catechism, écrit par un pasteur presbytérien de Caroline du Nord, Henry Pattillo, où l'on enseignait aux esclaves que leurs rôles dans la vie avaient été ordonnés par Dieu.
En 1795, l'Assemblée générale a statué que la détention d'esclaves ne constituait pas un motif d'excommunication, mais a également exprimé son soutien au projet d'abolition de l'esclavage. Par la suite, l’Assemblée générale a qualifié l’esclavage de « violation flagrante des droits les plus précieux et les plus sacrés de la nature humaine, totalement incompatible avec la loi de Dieu ». En opposition avec cette position, en 1818, George Bourne, pasteur abolitionniste et presbytérien en poste en Virginie, fut révoqué par son consistoire en représailles à ses critiques acerbes à l'encontre des propriétaires d'esclaves chrétiens. L’Assemblée générale était de plus en plus réticente à s’attaquer au problème, préférant adopter une position modérée dans le débat, mais dans les années 1830, les tensions sur l’esclavage se multipliaient au moment même où l’église divisait entre « vieille école » et « nouvelle école ».
Le conflit entre les factions Old School et New School tendait à s'effacer devant la controverse de l'esclavage. L'enthousiasme de la « nouvelle école » pour la réforme morale et les sociétés de bienfaisance l'a fait s'identifier de manière croissante avec le mouvement abolitionniste. La « vieille école » était toutefois convaincue que l’Assemblée générale et la grande église ne devraient pas légiférer sur des questions morales qui n’étaient pas explicitement abordées dans la Bible. Cela a conduit la majorité des presbytériens du sud à soutenir la faction Old School.
La première scission définitive au sujet de l'esclavage a eu lieu dans l'église presbytérienne de la « nouvelle école ». En 1858, les synodes et les consistoires du sud de la « nouvelle école » se sont retirés de l'église et ont créé le synode uni de l'Église presbytérienne, qui était en faveur de l'esclavage. Les presbytériens de la « vieille école » suivirent en 1861 après le début des hostilités dans la guerre civile américaine, après que, en mai 1861, l’Assemblée générale de la « vieille école » eut adopté les résolutions proposées par le pasteur Spring Gardiner, appelant les presbytériens à soutenir la Constitution américaine et le gouvernement fédéral des États-Unis.

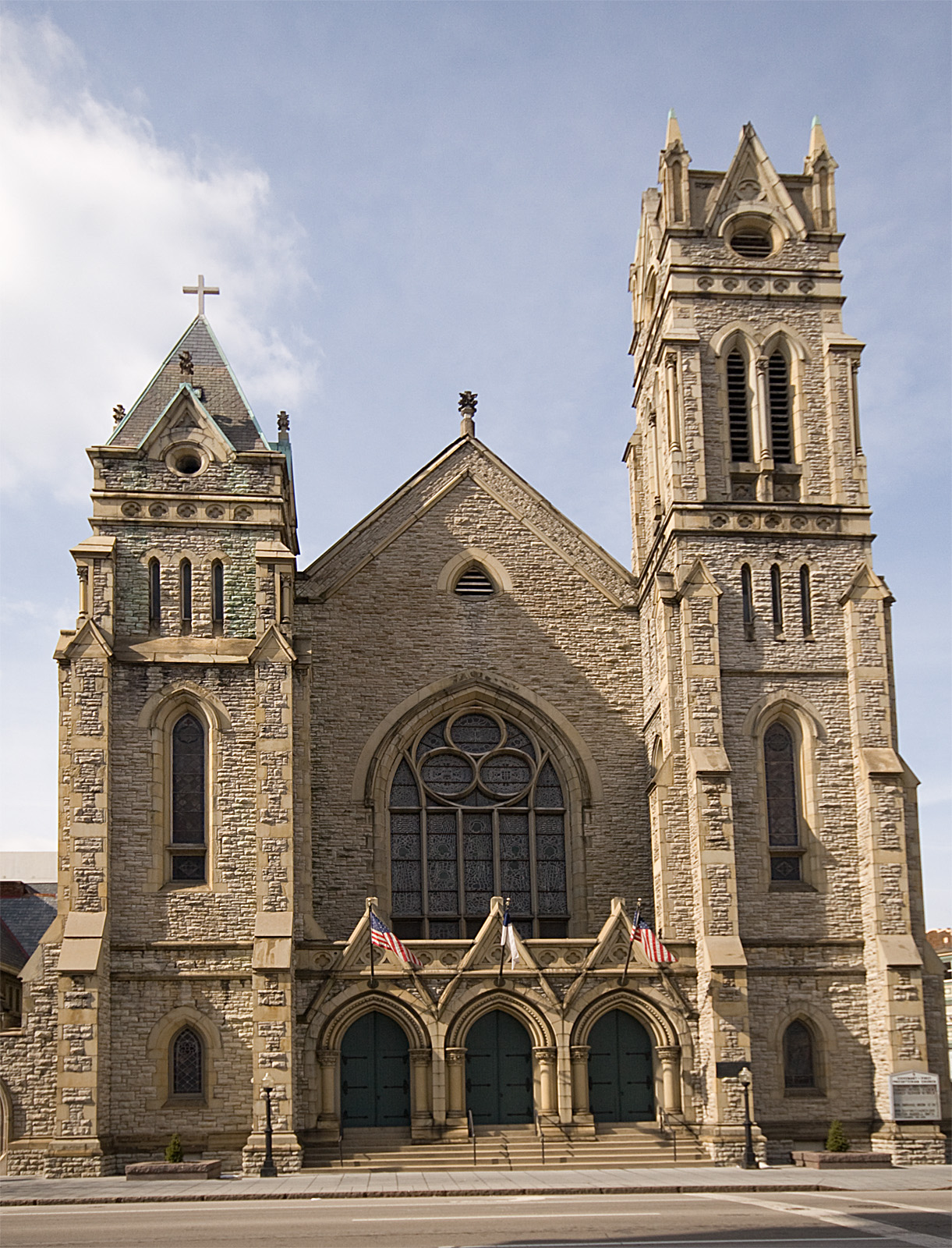
Covenant First Presbyterian Church à Cincinnati, inaugurée en 1875 comme la Second Presbyterian Church, où Lyman Beecher fut pasteur de 1833 à 1843.

En réponse, des représentants des consistoires « vieille école » du sud se réunirent en décembre à Augusta (Géorgie), pour fonder l’Église presbytérienne dans les États confédérés d'Amérique, qui absorba en 1864 une petite église, le United Synod. Après la défaite de la Confédération en 1865, l'église fut rebaptisée Église presbytérienne des États-Unis (PCUS), et plus communément désignée comme l'"Église presbytérienne du sud", tandis que la PCUSA était connue comme l'"Église presbytérienne du nord".

#### RéunificationOld School-New Schooldans le nord
Dans les années 1850, les presbytériens « nouvelle école » du nord avaient adopté des positions plus modérées et réaffirmé une identité presbytérienne plus forte. Cela avait été favorisé par la décision de 1852 de dissolution du Plan d'Union entre la « nouvelle école » et les congrégationalistes. Les presbytériens du nord des deux bords ont participé à la "Commission chrétienne des États-Unis" qui fournissait des services sociaux et religieux aux soldats revenus de la guerre de Sécession. En outre, les deux écoles avaient proclamé avec audace la justice de la cause de l'Union et s'étaient lancées dans des spéculations sur le rôle d'une Amérique nouvellement rétablie dans l'entrée dans le millénaire (annonciateur de la parousie), ce qui constituait de facto l'abandon par la « vieille école » de sa position contre l'implication de l'église dans les affaires politiques.
Une majorité de dirigeants de la « vieille école » du nord étaient convaincus de l'orthodoxie de la « nouvelle école ». Certains dans la « vieille école », principalement le théologien de Princeton Charles Hodge, affirmaient qu'il y avait encore des ministres au sein de la « nouvelle école » qui adhéraient à la théologie de New Haven. Néanmoins, les Assemblées générales de la vieille et de la nouvelle école du nord et la majorité de leurs consistoires ont approuvé la réunification de la PCUSA en 1869 .

#### Critique supérieure et le procès en hérésie de Briggs

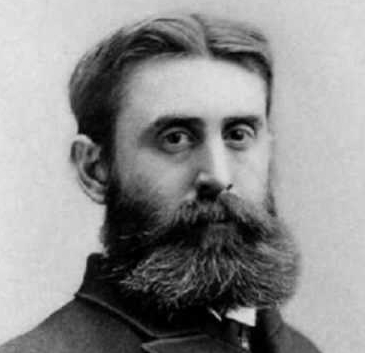
B. B. Warfield, directeur du Séminaire théologique de Princeton de 1886 à 1921.

Dans les décennies qui ont suivi la réunion de 1869, les conservateurs ont exprimé leur peur de la menace du libéralisme et du modernisme dans la théologie chrétienne. De telles craintes ont été suscitées en partie par des procès en hérésie (comme l'acquittement en 1874 du prêcheur populaire de Chicago David Swing) et un mouvement croissant de révision de la Confession de Westminster. Les théologiens de Princeton s'opposèrent à ce mouvement libéral A. A. Hodge et B. B. Warfield.
Alors que la théorie de l'évolution darwinienne n'a jamais posé problème pour les presbytériens du Nord, car la plupart d'entre eux ont accepté une forme de théorie de l'évolution, la nouvelle discipline de l'interprétation biblique appelée critique historique devint très controversée. À l'aide de la linguistique comparée, de l'archéologie et de l'analyse littéraire, les partisans allemands de la critique, comme Julius Wellhausen et David Friedrich Strauss, ont commencé à remettre en question des idées acceptées de longue date sur la Bible. Au premier plan de la controverse dans la PCUSA se trouvait Charles A. Briggs, professeur à Union Theological Seminary à New York.
Alors que Briggs s'en tenait à l'enseignement chrétien traditionnel dans de nombreux domaines, comme sa croyance en la conception virginale de Jésus, mais les conservateurs étaient alarmés par son affirmation selon laquelle les doctrines étaient des constructions historiques qui devaient changer avec le temps. Il ne croyait pas que le Pentateuque avait été écrit par Moïse ou que le livre d'Esaïe ait eu un seul auteur. En outre, il niait également que la prophétie biblique soit une prédiction précise du futur. En 1891, Briggs prononça un sermon dans lequel il affirmait que la Bible contenait des erreurs, une position considérée par beaucoup comme contraire aux doctrines de l'inspiration littérale et de l'inerrance biblique de la Confession de Westminster,.
En réponse, 63 consistoires ont demandé à l’Assemblée générale de prendre des mesures contre Briggs. L’Assemblée générale de 1891 a opposé son veto au financement de la chaire d'études bibliques du Union Theological Seminary. Deux ans plus tard, Briggs a été reconnu coupable d’hérésie et suspendu du ministère. Finalement, Union Theological Seminary a refusé de retirer Briggs de son poste et de rompre ses liens avec l’église presbytérienne.
En 1892, les conservateurs de l’Assemblée générale ont adopté avec succès la Portland Deliverance, une déclaration portant le nom du lieu de réunion de l’assemblée, à Portland, en Oregon. La Délivrance a réaffirmé la croyance de l'église dans l'inerrance biblique et a demandé à tout paasteur qui ne pouvait pas affirmer la Bible comme "la seule règle infaillible de la foi et de la pratique" de se retirer du ministère presbytérien. La délivrance de Portland allait être utilisée pour condamner Briggs au titre de son "hérésie".

### XXesiècle

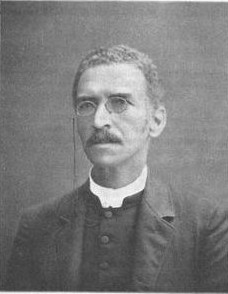
Le pasteur presbytérien Francis James Grimké, éminent défenseur de l'égalité des droits pour les Afro-Américains.

Le procès pour hérésie de Briggs a été un revers pour le mouvement de révision confessionnelle, qui voulait adoucir les doctrines calvinistes de prédestination et d'élection inconditionnelle de la Confession de Westminster. Néanmoins, des ouvertures ont continué à être présentées à l’Assemblée générale. En 1903, deux chapitres sur « le Saint-Esprit» et « L’amour de Dieu et les missions » ont été ajoutés à la confession, et une référence au pape étant l’antéchrist a été supprimée. Le plus critiquable pour les conservateurs, une nouvelle "affimation déclaratoire" a été ajoutée pour clarifier la doctrine de l'église quant à l'élection (donc quant à la prédestination). Les conservateurs ont critiqué cette "affirmation déclaratoire" et ont affirmé qu'elle faisait la promotion de l'arminianisme.
La révision de la Confession de Westminster de 1903 a permis à un grand nombre de congrégations de l'Église presbytérienne Cumberland, qui penchait vers l'arminianisme, à se réunir avec la PCUSA en 1906. Bien que largement approuvée, cette réunification a suscité une controverse au sein de la PCUSA en raison de préoccupations concernant la compatibilité doctrinale et la ségrégation raciale dans l'Église presbytérienne de Cumberland. Warfield était un critique sévère de la fusion pour des raisons doctrinales. Les presbytériens du nord, tels que Francis James Grimké et Herrick Johnson, se sont opposés à la création de consistoires à ségrégation raciale dans le sud, une concession exigée par les presbytériens de Cumberland comme condition de la réunification. Malgré ces objections, la fusion a été largement approuvée.

#### Évangile social et évangélisation

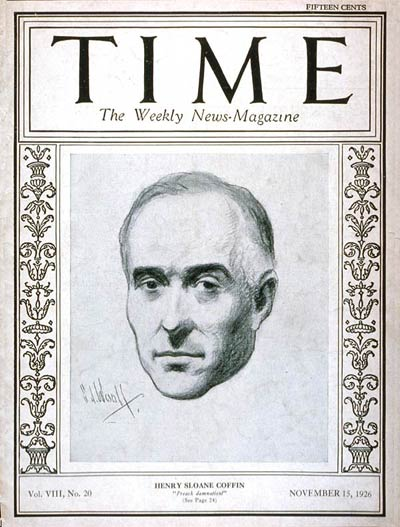
Henry Sloane Coffin sur la couverture du magazine Time, 15 novembre 1926.

Au début du XXe siècle, le mouvement de l'Évangile social, qui mettait l'accent sur le salut tant social qu'individuel, avait recueilli du soutien au sein de l'Église presbytérienne. Des personnalités importantes telles que Henry Sloane Coffin, président du Union Theological Seminary de New York et un des principaux libéraux, ont soutenu le mouvement. Le principal promoteur de l’Évangile social chez les presbytériens était Charles Stelzle, le premier chef du département des ouvriers de la PCUSA. Le département, créé en 1903 pour s'occuper des immigrants de la classe ouvrière, a été la première agence confessionnelle officielle à poursuivre un programme d’évangile social. Selon l'historien Bradley Longfield, Stelzle « préconisait l'adoption de lois sur le travail des enfants, l'indemnisation des travailleurs, un logement adéquat et des moyens plus efficaces de lutter contre le vice et la criminalité afin de faire avancer le royaume de Dieu. » Lors d'une réorganisation en 1908, ce département fut divisé entre le département de l’Église et du Travail et le département de l’Immigration.
Alors que l'Évangile social faisait son entrée dans la dénomination, le ministère de l'ancien joueur de baseball devenu évangéliste Billy Sunday démontrait que l'évangélisation et la tradition revivaliste étaient encore une force au sein de la dénomination. Sunday est devenu l'évangéliste le plus en vue du début du XXe siècle, prêchant à plus de 100 millions de personnes et menant un nombre estimé à un million de personnes à la conversion tout au cours de sa carrière. Alors que Stelzle mettait l'accent sur les aspects sociaux du christianisme, l'accent de Sunday était principalement mis sur la conversion et la responsabilité morale de l'individu.

#### Controverse fondamentalisme – modernisme

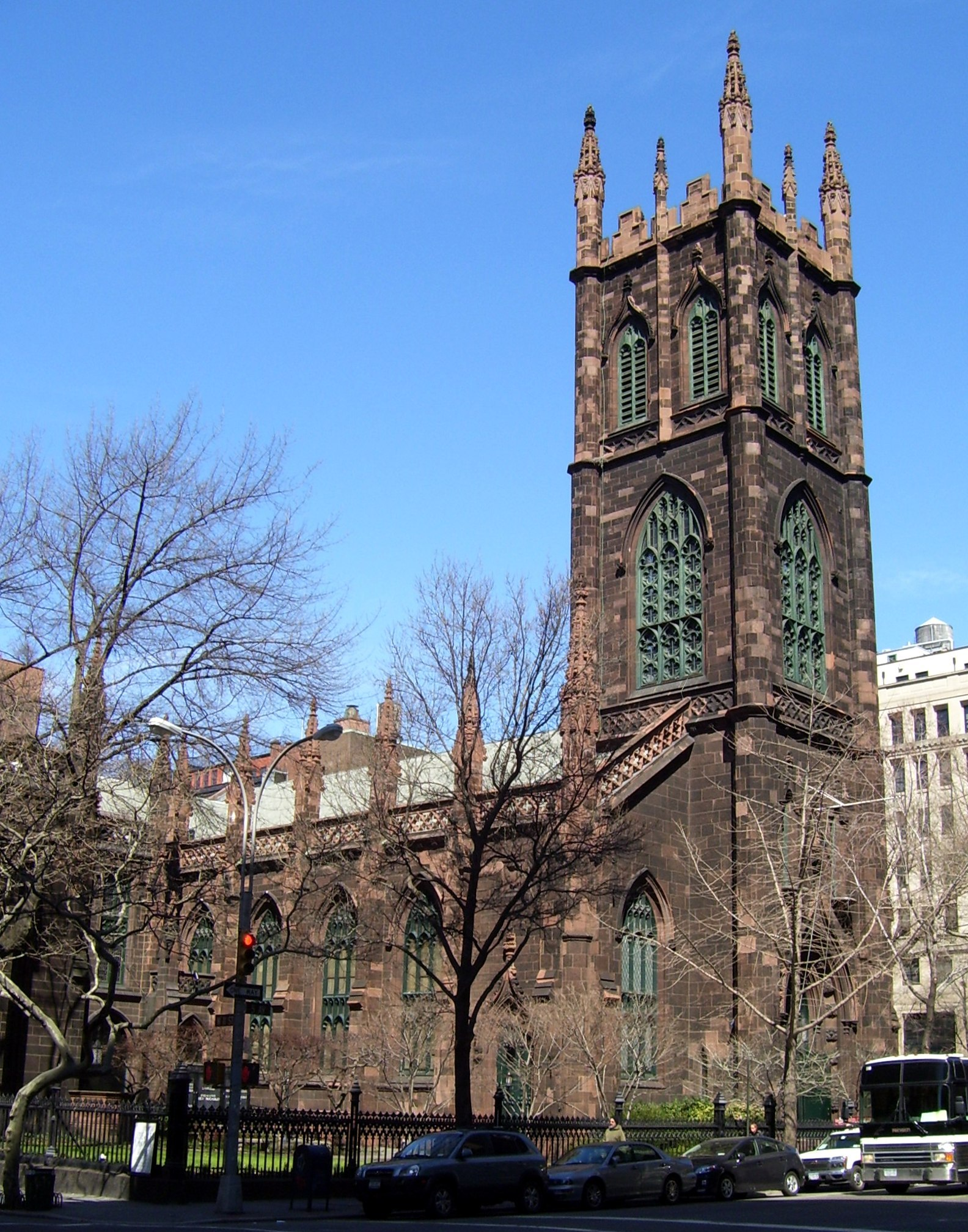
La Première église presbytérienne à Manhattan, où Harry Emerson Fosdick a prononcé le sermon "Les fondamentalistes vont-ils gagner?"

Entre 1922 et 1936, le PCUSA s'est trouvé impliquée dans la controverse fondamentaliste – moderniste. Les tensions se sont aggravées dans les années qui ont suivi la réunion de 1869 entre l'« ancienne école » et la « nouvelle école » et le procès en hérésie de Briggs en 1893. En 1909, le conflit a encore été exacerbé lorsque le consistoire de New York a accordé des licences pour prêcher à des candidats au pastorat qui ne reconnaissaient pas la naissance virginale de Jésus. L'action du consistoire a été sollicitée à l'Assemblée générale de 1910, qui a ensuite demandé à tous les candidats du ministère d'affirmer cinq principes essentiels ou fondamentaux de la foi chrétienne: l'inhérence biblique, la naissance virginale de Jésus, l'expiation substitutive, la résurrection corporelle et les miracles de Jésus.
Ces thèmes ont ensuite été exposés dans « The Fundamentals », une série d'essais financés par les riches presbytériens Milton et Lyman Stewart. Alors que les auteurs provenaient de la communauté évangélique au sens large, une grande partie était presbytérienne, y compris Warfield, William Erdman, Charles Erdman et Robert Elliott Speer.
En 1922, un éminent ministre new-yorkais Harry Emerson Fosdick (qui était baptiste mais qui était pasteur de la première église presbytérienne de New York à Manhattan) prononçait un sermon intitulé "Les fondamentalistes vont-ils gagner?", contestant ce qu'il percevait comme une vague d'intolérance contre la théologie libérale (ou "moderniste") au sein de la dénomination. En réponse, le ministre presbytérien conservateur Clarence E. Macartney a prononcé un sermon intitulé "Shall Unbelief Win?" ("L'athéisme va-t-il gagner ?"), dans lequel il avertissait que le libéralisme mènerait à "un christianisme sans culte, sans Dieu et sans Jésus Christ ". John Gresham Machen du Princeton Theological Seminary a également répondu à Fosdick avec son livre « Christianisme et libéralisme » de 1923, arguant que le libéralisme et le christianisme étaient deux religions différentes.
L'Assemblée générale de 1923 a réaffirmé les cinq principes fondamentaux et ordonné au consistoire de New York de veiller à ce que la première église presbytérienne se conforme à la confession de Westminster. Un mois plus tard, ce consistoire accepta deux ministres qui ne confessaient pas la naissance virginale du Christ, et en février 1924, il acquitta Fosdick, qui quitta par la suite son poste dans l'église presbytérienne.
La même année, un groupe de pasteurs libéraux rédigea une déclaration défendant leurs vues théologiques connues sous le nom d’Affirmation d'Auburn, en raison du fait qu’elle se fondait sur les travaux de Robert Hastings Nichols de Auburn Seminary. Citant l'Adoption Act de 1729, l'Affirmation d'Auburn revendiquait pour la PCUSA un héritage de liberté doctrinale. Elle rappelait également que la doctrine de l’Église ne pouvait être établie que par l’action de l’Assemblée générale avec l'accord de la majorité des consistoires ; par conséquent, selon l'affirmation, l'Assemblée générale de 1923 avait agi de manière inconstitutionnelle lorsqu'elle exigeait l'adhésion aux cinq principes fondamentaux sans recueillir l'accord de la majorité des consistoires.
L’Assemblée générale de 1925 était confrontée à la menace d'un schisme à la suite des agissements du consistoire de New York. Tentant de désamorcer la situation, le modérateur de l'Assemblée générale, Charles Erdman, a proposé la création d'une commission spéciale chargée d'étudier les problèmes de l'Église et de trouver des solutions. Le rapport de la commission, publié en 1926, visait à trouver une approche modérée pour résoudre le conflit théologique de l'église. En accord avec l’Affirmation d'Auburn, la commission a conclu que les déclarations doctrinales de l’Assemblée générale n’étaient pas contraignantes sans l’approbation de la majorité des consistoires. Le rapport fut adopté par l’Assemblée générale, ce qui constituait une défaite pour les conservateurs. En 1929, les conservateurs ont été à nouveau déçus lorsque l'Assemblée générale a approuvé la consécration des femmes en tant que conseillers presbytéraux.

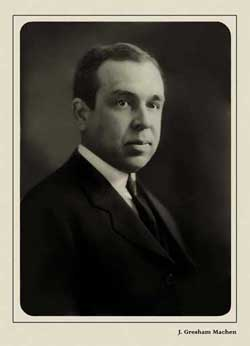
John Gresham Machen, organisateur de l’Église presbytérienne orthodoxe.

En 1929, le Princeton Theological Seminary a été réorganisé pour que la direction et la faculté de l’école soient plus représentatives de l’église et non du seul presbytérianisme de la vieille école. Deux des nouveaux membres du conseil du séminaire étaient signataires de l’Affirmation d'Auburn. Afin de préserver l'héritage de l'ancienne école de Princeton, le théologien conservateur John G. Machen et plusieurs de ses collègues ont alors fondé Westminster Theological Seminary.
Une autre controverse allait éclater peu après sur l'état des efforts missionnaires de l'église. Sentant une perte d'intérêt et de soutien pour les missions étrangères, une commission d'enquête non confessionnelle sur les missions étrangère (The Laymen's Foreign Mission Inquiry, financée par Rockefeller) a publié en 1932 un rapport qui a prônait l'universalisme et rejetait le caractère unique du christianisme. Étant donné que l'enquête avait initialement été soutenue par la PCUSA, de nombreux conservateurs se sont inquiétés du fait que les « missions de réflexion » ne représentent le point de vue du Conseil des missions étrangères de la PCUSA. Même après que les membres du conseil aient affirmé leur croyance en "Jésus Christ comme seul Seigneur et Sauveur", certains conservateurs sont restés sceptiques et de telles craintes ont été renforcées par les déclarations de certains missionnaires modernistes, y compris l'auteur célèbre Pearl S. Buck. Bien qu'initialement évangéliques, les opinions religieuses de Buck s'étaient développées avec le temps pour nier la divinité du Christ.
En 1933, Machen et d'autres conservateurs fondèrent le Conseil indépendant pour les missions presbytériennes étrangères. Un an plus tard, l'Assemblée générale a déclaré le conseil indépendant inconstitutionnel et exigé que tous les membres de l'église rompent tout lien avec cette organisation. Machen refusa d'obéir et son ordination fut suspendue en 1936. Machen mena ensuite un exode des conservateurs de la PCUSA pour former ce que l'on appellerait plus tard l'Église presbytérienne orthodoxe.

#### Suite duXXesièclejusqu'à la fusion

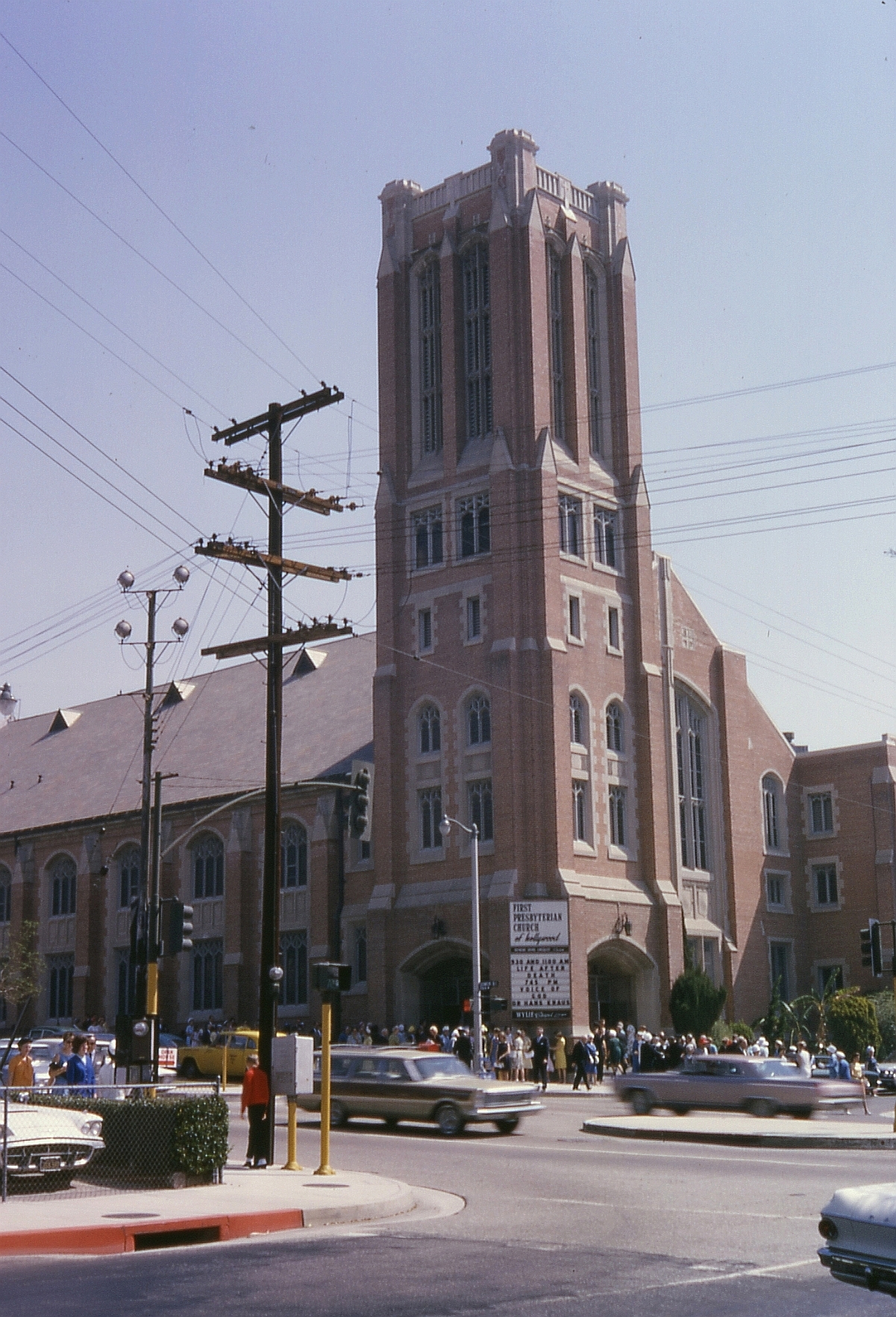
Première église presbytérienne d'Hollywood. Dans les années 1950, cette église évangélique comptait la plus grande congrégation PCUSA.

Avec le début de la Grande Dépression dans les années 1930, l'optimisme de la théologie libérale fut discrédité. De nombreux théologiens libéraux se sont tournés vers la néo-orthodoxie pour tenter de corriger ce qui était considéré comme un échec du libéralisme, à savoir une insistance excessive sur l'immanence divine et la subordination du protestantisme américain à laïcité, la science et la culture américaine. Les théologiens néo-orthodoxes ont remis l'accent sur la transcendance divine et la corruption totale de l'humanité. Des années 1940 aux années 1950, la néo-orthodoxie a donné le ton aux séminaires presbytériens. Elmer George Homrighausen et Joseph Haroutunian sont des théologiens presbytériens marquants de cette époque.
En même temps, l'évangélisme continuait d'influencer l'Église presbytérienne. À la fin des années 1940, les efforts de l'éducatrice chrétienne Henrietta Mears à la Première Église presbytérienne d'Hollywood, en Californie, allaient en faire la plus grande église de la dénomination. L'accent mis par le premier presbytérien sur l'évangélisation aurait une profonde influence sur un certain nombre de personnalités, dont Louis Evans Jr., fondateur de Bel Air Presbyterian Church, Richard C. Halverson, aumônier du Sénat des États-Unis et Bill Bright, fondateur de Campus Crusade for Christ. Selon l'historien George Marsden, Mears « a peut-être eu le rôle décisif dans la formation du presbytérianisme de la côte ouest ».
En 1958, le PCUSA a fusionné avec l'Église presbytérienne unie aux États-Unis (UPCNA). Entre 1937 et 1955, la PCUSA avait discutait de fusion avec l'UPCNA, l'Église presbytérienne des États-Unis et même l'Église épiscopalienne des États-Unis avant de se décider à fusionner avec UPCNA.
Au sein de l'UPCNA, le soutien à la fusion diminuait malgré les réserves conservatrices sur la décision de la PCUSA d'ordonner des femmes au poste de ministre en 1956 (la PCUSA ordonnait des femmes à la fonction de diacre depuis 1922 et d'ancien depuis 1930). Néanmoins, la fusion des deux dénominations a été célébrée à Pittsburgh pendant l'été. La nouvelle dénomination a été nommée Église presbytérienne unie aux États-Unis d'Amérique (UPCUSA).

## Effectifs
Le nombre de membres de la PCUSA a évolué comme suit au cours du temps, :
| Année           | 1789   | 1800   | 1810   | 1820   | 1830    | 1839    | 1849    | 1859    | 1869    | 1880    | 1887    | 1925      | 1935      | 1944      | 1952      | 1957      |
| --------------- | ------ | ------ | ------ | ------ | ------- | ------- | ------- | ------- | ------- | ------- | ------- | --------- | --------- | --------- | --------- | --------- |
| Effectifs       | 18 000 | 20 000 | 28 900 | 72 100 | 173 327 | 232 000 | 339 877 | 417 620 | 431 523 | 578 671 | 697 835 | 1 828 916 | 1 909 487 | 2 040 399 | 2 441 933 | 2 775 464 |
| dont Old School |        |        |        |        |         | 126 000 | 279 630 | 258 963 |         |         |         |           |           |           |           |           |
| dont New School |        |        |        |        |         | 106 000 | 137 990 | 172 560 |         |         |         |           |           |           |           |           |

## Missions
Après la scission entre la vieille école et de la nouvelle école, l’Assemblée générale de la vieille école a créé le Conseil des missions étrangères. Des missions ont été lancées en Afrique, au Brésil, en Chine, en Colombie, en Inde, au Japon et en Thaïlande. Lorsque la nouvelle école (en partenariat avec l'ABCFM congrégationaliste) s'est réunie avec la vieille école en 1870, le Board of Foreign Missions a repris les opérations d'ABCFM en Iran, en Irak et en Syrie. La dénomination réunifiée a également accentué son effort missionnaire en Corée, en Amérique centrale, en Amérique du Sud et aux Philippines. Robert Elliott Speer a été le secrétaire de la Société des Missions presbytérienne américaine de 1891 jusqu'à 1937.
Le Conseil de la mission intérieure a poursuivi son travail auprès des Amérindiens, des juifs et des immigrants asiatiques. Selon Frederick J. Heuser, Jr. de la Société historique presbytérienne, l'œuvre missionnaire de la PCUSA a établi "des églises indigènes, une série d'établissements éducatifs, d'hôpitaux, d'orphelinats, de séminaires et d'autres institutions qui reflétaient la diversité de l'action de l'église dans les domaines de l'éducation, de la santé et du témoignage évangélique.

## Relations œcuméniques
Avec d’autres Églises protestantes, l’Église presbytérienne aux États-Unis d'Amérique a été dès 1908 un membre fondateur du Conseil fédéral des Églises, un prédécesseur du Conseil national des Églises (National Council of Churches). Au cours de la première Guerre mondiale, la PCUSA a joué un rôle de premier plan dans les travaux de la Commission générale du temps de guerre du Conseil fédéral des Églises, qui a coordonné l'aumônerie militaire et soutenu l'effort de guerre. De 1918 à 1920, l'église a participé à une organisation internationale œcuménique éphémère appelée l’Interchurch World Movement (en) (Mouvement mondial inter-églises).

## Lectures complémentaires
- Charles Hodge, The Reunion of the Old and New–School Presbyterian Churches, New York, Charles Scribner and Co., 1867 (lire en ligne)